# Кажимеж II Справедливи
Кажимеж II Справедливи (на полски: Kazimierz II Sprawiedliwy) от династията на Пястите е княз на Полша през XII век.
1. 1 2 3 4  119450208 //   Посетен на 11 януари 2024 г.